# Брайан (округ, Оклахома)
Округ Брайан  — округ в штате Оклахома, США. Население округа на 2000 год составляло 36 534 человек. Административный центр округа — город Дьюрант.

## География
Округ имеет общую площадь 2443 км², из которых 2354 км² приходится на сушу и 90 км² (3,67 %) на воду. С запада округ ограничен водохранилищем Тексома, а вдоль его южной границы протекает река Ред-Ривер. По территории округа протекает один из притоков Ред-Ривера — Блу-Ривер.

### Основные автомагистрали
- Автомагистраль 69/Автомагистраль 75
- Автомагистраль 70

### Соседние округа
- Атока (север)
- Чокто (восток)
- Ламар, Техас (юго-восток)
- Фаннин, Техас (юг)
- Грейсон, Техас (юго-запад)
- Маршалл (запад)
- Джонстон (северо-запад)

### Населённые пункты
| - Акхил - Армстронг - Беннингтон - Бокчито - Каддо | - Калера - Картрайт - Колберт - Дьюрант - Хендрикс | - Кемп - Кенефик - Мид - Платтер - Сило |